# زخرط نجمي
زخرط نجمي الزخرط النجمي أو الزنبق النجمي (الاسم العلمي: Gagea ramulosa) هو نوع من النباتات الأوراسية والشمال إفريقية ينتمي إلى فصيلة النباتات الزنبقية.

## أماكن الانتشار
هذا النبات موطنه فرنسا، سردينيا، صقلية، اليونان، تركيا، ليبيا، أوكرانيا، روسيا الأوروبية، القوقاز، سوريا، لبنان، العراق، إيران، وأفغانستان.

## الوصف النباتي
هو نبات عشبي معمر يتشكل من بصيلات. أزهاره صفراء اللون. يعتقد بعض العلماء أن هذا النبات هو نفس نوع "G. dubia"، لكن "قائمة الفحص العالمية لفصائل النباتات (WCSP)"تصنفه كنوع منفصل.